# Dercitus simplex
Dercitus simplex is een spons in de taxonomische indeling van de gewone sponzen (Demospongiae). De wetenschappelijke naam van de soort werd in 1880 gepubliceerd door Carter.